# Andreas Kipar

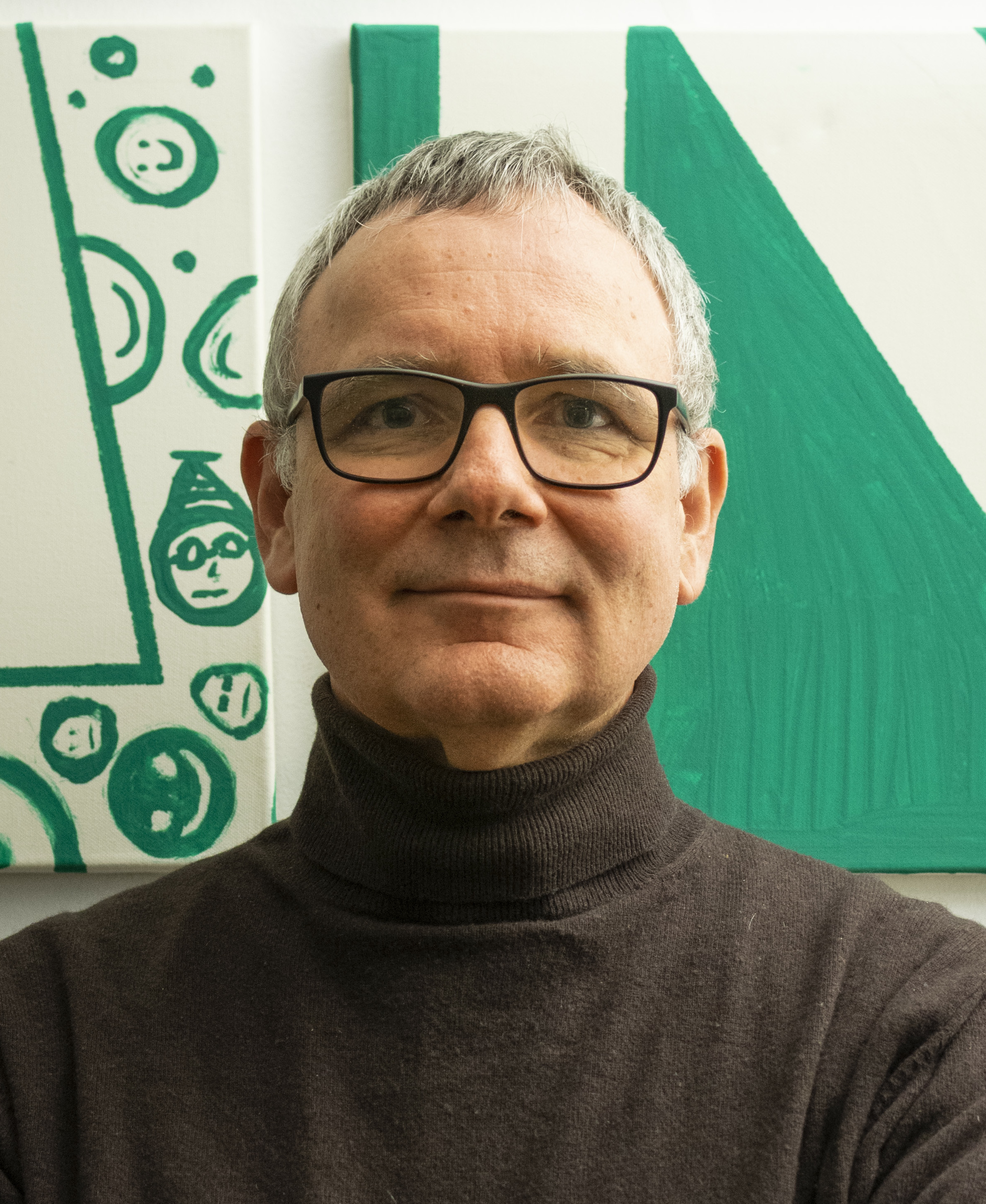
Andreas Kipar (2018)

Andreas Kipar (* 19. Mai 1960 in Gelsenkirchen) ist ein deutscher Architekt, Landschaftsarchitekt, Urbanist und Lehrbeauftragter für Landschaftsarchitektur.

## Werdegang
Kipar studierte nach einer Gärtnerlehre von 1980 bis 1984 Landschaftsarchitektur an der Universität GHS Essen (heute Universität Duisburg-Essen) und von 1989 bis 1994 Architektur und Stadtplanung am Politecnico di Milano (TU Mailand).
1990 gründete er in Mailand zusammen mit dem Agronomen Giovanni Sala das internationale Beratungsunternehmen für nachhaltige Landschaftsstrategien LAND, das er heute leitet. LAND (Akronym von „Landscape Architecture Nature Development“) betreut von Italien aus mit Niederlassungen in Deutschland, der Schweiz, Österreich und Kanada weltweite Projekte.
Darüber hinaus ist Kipar Mitbegründer und Präsident von Green City Italia, einem gemeinnützigen Verein zur Aufwertung von Stadtgrün.
Von 1998 bis 2009 lehrte Kipar an der Universität Genua Landschaftsarchitektur. Seit 2009 unterrichtet er am Politecnico di Milano Public Space Design. Gastvorlesungen hielt er an Universitäten und Hochschulen in Italien, Deutschland, Frankreich und den USA.
Kipar ist als Berater und Mitglied unterschiedlicher Fachgremien seit 1985 tätig. Seit 2021 ist er Vorstandsmitglied bei Assorisorse, der Verein zur Förderung natürlicher Ressourcen und nachhaltiger Energie von Confindustria. Seit 2023 ist er Mitglied des wissenschaftlichen Beirats für das Projekt „Rigeneriamo il Territorio“ von Edison SpA. Im November 2023 wurde er zum Mitglied der globalen Experten-Taskforce für Nature Positive Cities des Weltwirtschaftsforums ernannt.
Kipar ist mit einer Italienerin verheiratet (2 Kinder) und wohnt in Mailand.

## Auszeichnungen
- Internationaler ELCA-Trendpreis „Bauen mit Grün“ der European Landscape Contractors Association 2002;
- Deutsch-italienischer Wirtschaftspreis (Sonderauszeichnung) 2018 (für deutsch-italienische Kooperation im Bereich Umwelt/grüne Stadt);[9]
- MIPIM Award 2018 (für Porta Nuova Best Urban Regeneration Project)[10];
- CSLA (Canadian Society of Landscape Architects) 2021 Awards of Excellence[11];
- European Garden Award 2023[12];
- Halstenberg-Preis 2024[13].

Außerdem wurde Kipar 2007 das Bundesverdienstkreuz am Bande verliehen.

## Projekte
- Nordpark (Parco Nord), Mailand 1985 – 2000
- Portello Park (Ex Alfa Romeo), Mailand 1997 – 2023
- Masterplan Grüne Strahlen, Mailand 2005 – heute
- Krupp Park „Five Hills“, Essen 2006 – 2011
- Masterplan Venice Green Tree, Porto Marghera 2014 – 2015
- Landschaftsgestaltung Expo Dubai 2020, Dubai 2015
- Airolo Valley Renaturation, Kanton Tessin 2017 – heute
- MIND Milan Innovation District, Mailand 2017 – heute
- International Horticultural Exhibition 2019, Peking 2018
- Corridor de Biodiversité de Saint-Laurent, Montreal 2018 – 2019
- Schwarz Campus Project, Bad Friedrichshall 2018 – heute
- LOC Loreto Open Community, Mailand 2021 – heute
- Park Unione Ex Falck Areas, Sesto San Giovanni 2021 – heute
- Al-Uruba Park, Riyadh 2020
- Masterplan Vercelli 2021 – heute

(Eine ausführliche Liste findet sich auf der Website von LAND Srl)

## Veröffentlichungen
Andreas Kipar ist Autor einer Reihe von Artikeln und Beiträgen für Fachzeitschriften und Buchveröffentlichungen im deutsch-, italienisch- und englischsprachigem Raum.
- L’Emscher-Park nel bacino della Ruhr. Un progetto di ristrutturazione ambientale per l’esposizione internazionale di costruzioni (IBA), Il Pomerio, Lodi 1993;
- Il giardino paesaggistico tra 700 e 800 in Italia e in Germania (zusammen mit Pier Fausto Bagatti Valsecchi), Guerini e Associati, Mailand 1996;
- Architetture del Paesaggio – Ideen und Wettbewerbe – L’Architettura del Paesaggio attraverso un racconto di concorsi, idee e progetti, Il Verde Editoriale, Mailand 2003.
- Das Himmelskreuz im Luthergarten Wittenberg (zusammen mit Thomas Schönauer). 2 Bände, Bild- und Textband im Schuber. Engelage & Lieder, Düsseldorf 2018
- Aufbruch in eine neue Zeit. Die produktiven Landschaften und ihre Rolle in der Spätmoderne, in: Vigoni Papers Nr. 4/2022, hrsg. C. Liermann Traniello, M. Scotto, F. Zilio, Villa Vigoni Verlag, 2022[15].

Zwischen 2022 und 2024 veröffentlichte Andreas Kipar in Zusammenarbeit mit Andrea Küpfer und Henning Klüver drei Ausgaben der internen Zeitschrift LANDmagazine, mit Beiträgen von Autoren der Fachwelt zu Fragestellungen über Natur, Städte und nachhaltige Lebensweisen.